# Daniëlle Overgaag
Daniëlle Wilhelmina Johanna Oerlemans-Overgaag, née le 24 mars 1973 à 's-Gravenzande, est une cycliste et présentatrice de télévision néerlandaise.

## Biographie
Daniëlle Overgaag a commencé le vélo dès le jeune âge. En 1989, elle a remporté le titre national sur route chez les juniors et elle est devenue troisième aux championnats du monde juniors. En 1992, elle voulait participer aux Jeux olympiques de Barcelone, mais en raison d'un dysfonctionnement de la thyroïde, elle n'a pas pu être sélectionné. Après cela, elle a tenté de revenir, mais en 1995, elle a finalement arrêté de faire du vélo. Entre 1995 et 2005, elle a présenté des émissions de sport et de divertissement à la télévision néerlandaise. Elle figurera dans les magazines à potins en tant que petite amie du patineur de vitesse Rintje Ritsma, plus tard du vainqueur du Tour de France Lance Armstrong et de son futur mari le présentateur Reinout Oerlemans. 

## Palmarès sur route
- 1988
  - 3e du championnat des Pays-Bas juniors
- 1989
  -  Championne des Pays-Bas juniors
  - 2e de Parel van de Veluwe
  - 4e du championnat du monde juniors
- 1990
  - WCRA Three-day
  - Voorjaarsrace - Ronde van Zuid-Friesland
  - 2e étape de WCRA Three-day
  - 3e du championnat du monde juniors
- 1993
  - GP Tokyo
  - Wieler Revue Klimcriterium
  - Parel van de Veluwe
  - 5e étape du Tour de l'Aude
  - 2e du championnat des Pays-Bas sur route
  - 2e de Voorjaarsrace - Ronde van Zuid-Friesland
  - 2e du GP Nagoya
  - 2e du GP Osaka
- 1994
  - 4e étape du Tour de l'Aude
  - 1re étape de Driedaagse van Pattensen
  - 2e du championnat des Pays-Bas du contre-la-montre
  - 2e du Parel van de Veluwe